# Velite (cacciatorpediniere)
Il Velite è stato un cacciatorpediniere della Regia Marina.

## Storia
Una volta operativo il Velite fu destinato alle missioni di scorta sulle rotte della Libia e della Tunisia.
Il 4 novembre 1942 salpò da Napoli per scortare a Tripoli – insieme ai cacciatorpediniere Maestrale, Grecale, Oriani, Gioberti, e alle torpediniere Clio e Animoso – le motonavi Giulia e Chisone ed il piroscafo Veloce: nonostante i continui attacchi aerei, il convoglio fu uno degli ultimi a poter arrivare indenne in Libia.
Il 21 novembre scortò da Biserta a Napoli le grandi e moderne motonavi Monginevro e Sestriere insieme ai gemelli Legionario e Bombardiere, ma alle 15.04 del 21 novembre, circa 18 miglia a sudovest di Ischia, in posizione 40°30' N e 13°33' E, fu centrato ed immobilizzato da un siluro lanciato dal sommergibile HMS Splendid: con la poppa distrutta, il Velite fu rimorchiato a Napoli dal Bombardiere.
L'unità trascorse quindi alcuni mesi ai lavori, durante i quali la poppa fu rimpiazzata con quella del gemello Carrista, in costruzione. Fu inoltre dotato di un radar EC3/ter «Gufo».
Alla proclamazione dell'armistizio, la nave salpò da La Spezia con il resto della squadra navale (corazzate Italia, Vittorio Veneto e Roma, incrociatori leggeri Giuseppe Garibaldi, Attilio Regolo, Duca degli Abruzzi, Eugenio di Savoia, Duca d'Aosta, Montecuccoli, cacciatorpediniere Artigliere, Fuciliere, Mitragliere, Carabiniere, Legionario, Grecale, Oriani) consegnandosi agli Alleati a Malta, dove giunse l'11 settembre, ormeggiandosi a Marsa Scirocco. Il 12 settembre si rifornì di carburante alla Valletta ed il 14 settembre lasciò l'isola, insieme a parte della squadra (Italia, Vittorio Veneto, Eugenio di Savoia, Duca d'Aosta, Montecuccoli, Cadorna, Da Recco, Artigliere, Grecale) e si trasferì ad Alessandria d'Egitto, ove giunse il 16.
Il 26 settembre 1943 salpò da Taranto insieme al gemello Artigliere e, dopo aver fatto tappa ad Alessandria d'Egitto, trasportò all'isola di Lero (sotto assedio tedesco) munizioni destinate alla guarnigione dell'isola.
Comandanti
Capitano di fregata Ernesto De Pellegrini Dai Coi (nato a Roma l'11 gennaio 1904) (31 agosto 1942 - maggio 1943)
Capitano di vascello Ernesto Forza (nato a Roma il 21 agosto 1900) (15 luglio 1943 - agosto 1943)
Capitano di fregata Antonio Raffai (nato a Milano il 2 agosto 1902) (agosto 1943 - dicembre 1944)

## La cessione alla Francia
Finita la guerra, il trattato di pace ne previde l'assegnazione alla Francia come riparazione dei danni di guerra. Il 24 luglio 1947 il Velite fu ceduto alla Marine Nationale, con la sigla V3 Dopo essere entrato a far parte della Marina francese venne ribattezzato Duperre. Radiato nel 1961, fu avviato alla demolizione.